# Hexaborane

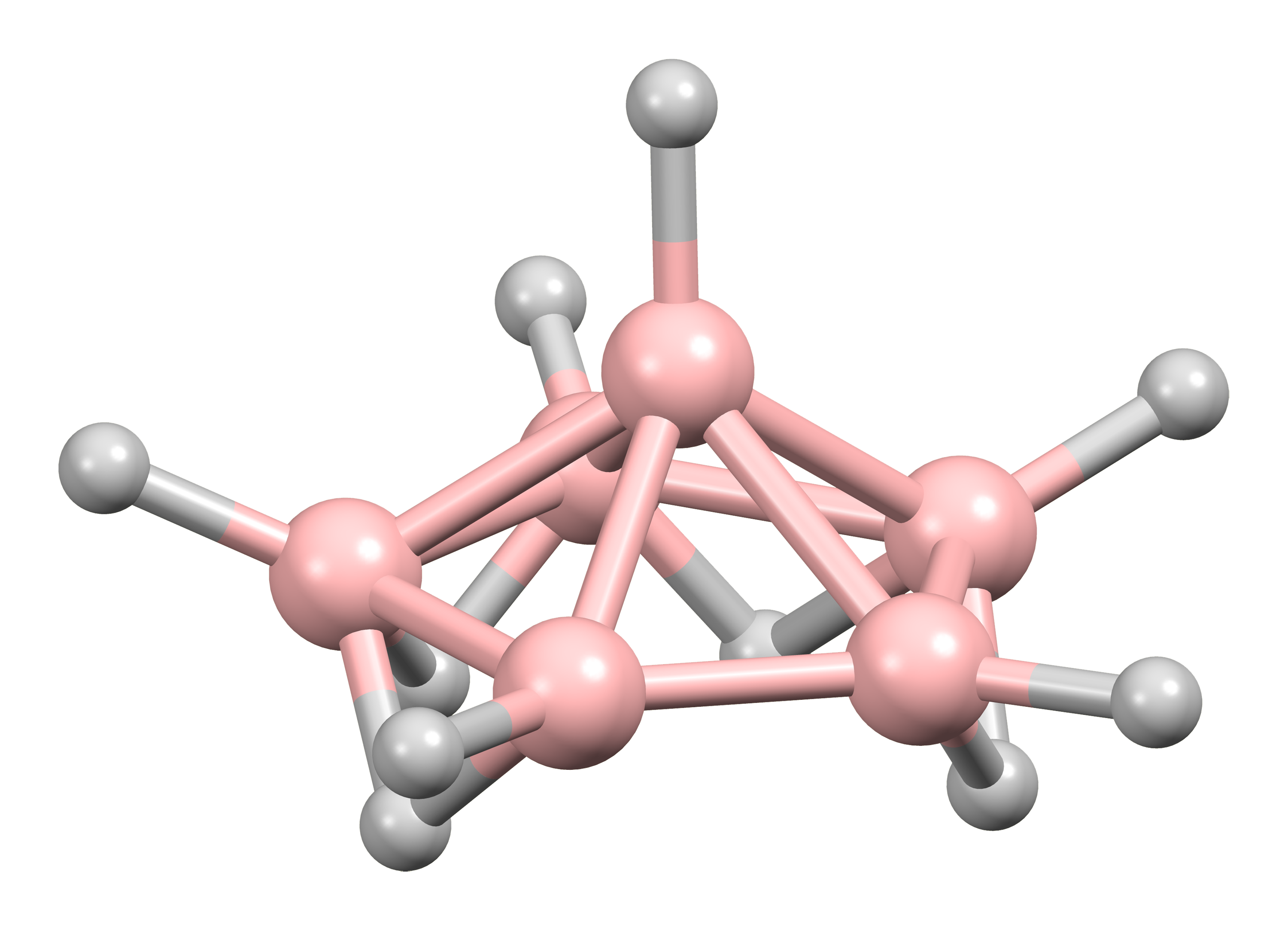

L'hexaborane, ou nido-hexaborane(10), est un hydrure de bore de formule chimique B6H10. C'est un composé distinct de l'hexaborane(12) B6H12. Il s'agit d'un liquide incolore instable à l'air libre. On peut l'obtenir par bromation du pentaborane(11) B5H11 suivie d'une déprotonation pour donner l'anion [BrB5H7]− ; ce dernier est ensuite réduit par le diborane B2H6 pour donner la molécule neutre :
K[BrB5H7] + 1⁄2 B2H6 → KBr + B6H10.
Il peut également être obtenu par pyrolyse du pentaborane(11). Il donne [B6H9]− par déprotonation et [B5H11]+ par protonation.